# 张玉台
张玉台（1945年9月—），山东郯城人，中华人民共和国学者、政治人物。1964年11月加入中国共产党，1968年9月参加工作，北京航空学院导弹自动控制系电子计算机专业毕业，大学学历，研究员。曾任国务院发展研究中心主任。 

## 生平
张玉台毕业于北京航空学院电子计算机专业。1970年，供职于中国科学院半导体研究所。1985年，任国务院科技领导小组办公室副主任，后任中国科学院副秘书长兼学部联合办公室主任。2004年，担任国务院发展研究中心副主任、党组书记；2007年6月，升任主任兼党组书记。2013年3月，任十二届全国政协教科文卫体委员会主任。1998年3月，第九届全国人大第一次会议上，他当选为全国人民代表大会常务委员会委员。2001年6月，中国科学技术协会第六次全国代表大会召开，并选举其出任第六届全国委员会副主席。